# 北海道道817号茂世丑最上線
北海道道817号茂世丑最上線（ほっかいどうどう817ごう もせうしもがみせん）は、北海道岩見沢市内を結ぶ一般道道（北海道道）である。

## 概要

### 路線データ
- 起点：北海道岩見沢市栗沢町茂世丑（北海道道30号三笠栗山線交点）
- 終点：北海道岩見沢市栗沢町最上（国道234号交点）
- 路線延長：6.7 km

## 歴史
- 1974年（昭和49年）3月31日 路線認定[1]。

## 地理

### 通過する自治体
- 空知総合振興局
  - 岩見沢市

### 交差する道路
岩見沢市
- 北海道道30号三笠栗山線 - 栗沢町茂世丑（起点）
- 国道234号 - 栗沢町最上（終点）